# Youssef Maleh
Youssef Maleh (Árabe: يُوسُف مَالِح; Castel San Pietro Terme, Italia, 22 de agosto de 1998) es un futbolista marroquí que juega de centrocampista en el U. S. Lecce de la Serie A.

## Trayectoria
Comenzó su carrera en el A. C. Cesena y debutó como profesional estando cedido en el Ravenna F. C. 1913 el 27 de enero de 2018, en un empate a uno en la Serie C ante el Teramo Calcio. El 31 de julio de 2018 fichó por el Venezia F. C y posteriormente se reincorporó al Ravenna F. C. en otra cesión para la temporada 2018-19.
El 21 de enero de 2021 la ACF Fiorentina anunció el fichaje de Maleh con un contrato permanente, al tiempo que confirmó que terminaría la temporada 2020-21 en el Venezia F. C.
El 3 de enero de 2023 se incorporó a la U. S. Lecce en calidad de cedido hasta final de temporada con obligación de compra.

## Selección nacional
Nació en Italia y es de ascendencia marroquí. Debutó con la sub-21 de Italia el 3 de septiembre de 2020, en un partido amistoso que ganó por 2-1 contra Eslovenia.
En agosto de 2021 fue convocado por primera vez con la selección de Marruecos para los partidos de clasificación para la Copa Mundial de la FIFA 2022 contra Sudán y Guinea en septiembre.

## Estadísticas

### Clubes
Actualizado al último partido disputado el 8 de noviembre de 2024.
| Club                    | Div.          | Temporada     | Liga  | Liga  | Copas nacionales | Copas nacionales | Copas internacionales | Copas internacionales | Total | Total |
| Club                    | Div.          | Temporada     | Part. | Goles | Part.            | Goles            | Part.                 | Goles                 | Part. | Goles |
| ----------------------- | ------------- | ------------- | ----- | ----- | ---------------- | ---------------- | --------------------- | --------------------- | ----- | ----- |
| Ravenna F. C. · Italia  | 3.ª           | 2017-18       | 9     | 0     | 0                | 0                | —                     | —                     | 9     | 0     |
| Ravenna F. C. · Italia  | 3.ª           | 2018-19       | 22    | 2     | 0                | 0                | —                     | —                     | 22    | 2     |
| Ravenna F. C. · Italia  | Total club    | Total club    | 31    | 2     | 0                | 0                | 0                     | 0                     | 31    | 2     |
| Venezia F. C. · Italia  | 2.ª           | 2019-20       | 28    | 1     | 2                | 0                | —                     | —                     | 30    | 1     |
| Venezia F. C. · Italia  | 2.ª           | 2020-21       | 33    | 5     | 0                | 0                | —                     | —                     | 33    | 5     |
| Venezia F. C. · Italia  | Total club    | Total club    | 61    | 6     | 2                | 0                | 0                     | 0                     | 63    | 6     |
| ACF Fiorentina · Italia | 1.ª           | 2021-22       | 27    | 2     | 5                | 1                | —                     | —                     | 32    | 3     |
| ACF Fiorentina · Italia | 1.ª           | 2022-23       | 7     | 0     | 0                | 0                | 5                     | 0                     | 12    | 0     |
| ACF Fiorentina · Italia | Total club    | Total club    | 34    | 2     | 5                | 1                | 5                     | 0                     | 44    | 3     |
| U. S. Lecce · Italia    | 1.ª           | 2022-23       | 17    | 0     | 0                | 0                | —                     | —                     | 17    | 0     |
| U. S. Lecce · Italia    | Total club    | Total club    | 17    | 0     | 0                | 0                | 0                     | 0                     | 17    | 0     |
| Empoli F. C. · Italia   | 1.ª           | 2023-24       | 34    | 0     | 0                | 0                | —                     | —                     | 34    | 0     |
| Empoli F. C. · Italia   | 1.ª           | 2024-25       | 7     | 0     | 1                | 0                | —                     | —                     | 8     | 0     |
| Empoli F. C. · Italia   | Total club    | Total club    | 41    | 0     | 1                | 0                | 0                     | 0                     | 42    | 0     |
| Total carrera           | Total carrera | Total carrera | 185   | 10    | 8                | 1                | 5                     | 0                     | 198   | 11    |